# Marie-Jean-Baptiste-Antoine Ramey de Sugny
Pour les articles homonymes, voir Ramey et Ramey de Sugny.
Marie-Jean-Baptiste-Antoine Ramey de Sugny (° 17 octobre 1746 Saint-Just-en-Chevalet, † 30 avril 1804) est un homme politique et haut fonctionnaire français. Il fut en outre le premier préfet du département du Puy-de-Dôme.

## Biographie
Il fait ses études à Lyon avant de devenir procureur syndic de Roanne puis, en 1792, maire de son village natal de Saint-Just-en-Chevalet, dans le Forez. Il est emprisonné, puis libéré à l'occasion de la chute de Robespierre.
L'administration de Bonaparte le nomme préfet du Puy-de-Dôme à Clermont-Ferrand le 20 germinal an VIII. Il occupe ce poste jusqu'à sa mort le 10 germinal an XII.

Lors de son éloge funèbre, le secrétaire général de la préfecture du Puy-de-Dôme le décrivit de la manière suivante 
« Le préfet Sugny avec sa simplicité antique, sa physionomie vénérable, sa candeur, sa modeste timidité, jouit de cette heureuse disposition des esprits, il s'applique à concilier les opinions, à rapprocher les hommes, à faire aimer le gouvernement, mettant un terme aux précédents écarts. »
Le 8 juillet 1920, la ville de Clermont-Ferrand donna son nom à une place du centre ville, proche de la préfecture : la place Sugny (ancienne Grande place des Cordeliers).